# Harrah's Philadelphia
Harrah's Philadelphia Casino & Racetrack är en hästkapplöpningsbana som är del av kasinokomplexet Harrah's Philadelphia i Chester i Pennsylvania i USA. Banan arrangerar löp inom trav och passgång, och öppnades 2007. Banovalen mäter 5⁄8 miles (1 006 m).

## Historia
Banan byggdes nära Delawarefloden, där Sun Shipbuilding tidigare haft sin verksamhet. De första hästsportstävlingarna på banan hölls den 10 september 2006. Den 27 september 2006 fick komplexet även licens för spelautomater. Kasinot öppnade den 22 januari 2007 och består av 2 900 spelautomater.
I maj 2012 ändrades namnet från Harrah's Chester till Harrah's Philadelphia, för att locka en bredare publik.
På kasinokomplexet finns tre konferensrum (Caesars, Harrah's och Horseshoe), ett flertal restauranger (bland annat Guy Fieri's Philly Kitchen och Krispy Kreme), samt Bijoux Terner och presentbutik.

## Om banan
Banan arrangerar tävlingar 150 dagar om året, från början av april till mitten av december. Lopp körs vanligtvis onsdag till fredag, samt söndagar.
Banovalen mäter 5⁄8 miles (1 006 m) och underlaget är baserat på kalksten. Banans ena kurva går över en bro som är byggd över Delawarefloden, och man kan således se fraktfartyg som passerar. Banan har även belysning för att köra lopp på kvällstid.
I banans paddock finns plats för 131 hästar.

### Loppreferenter
- Flera olika referenter (2006)
- James Witherite (2007–2013)[5]
- Michael Bozich (2014– )[6]

## Större lopp
Banan arrangerar bland annat travloppsserien Pennsylvania Sire Stakes.